# Ladang Panton Luas
Ladang Panton Luas is een bestuurslaag in het regentschap Aceh Selatan van de provincie Atjeh, Indonesië. Ladang Panton Luas telt 321 inwoners (volkstelling 2010).